# Ituporanga (gemeente)
Ituporanga is een gemeente in de Braziliaanse deelstaat Santa Catarina. De gemeente telt 21.496 inwoners (schatting 2009).

## Aangrenzende gemeenten
De gemeente grenst aan Agronômica, Alfredo Wagner, Atalanta, Aurora, Chapadão do Lageado, Imbuia, Petrolândia, Presidente Nereu en Vidal Ramos.

## Verkeer en vervoer
De plaats ligt aan de wegen BR-486, SC-350 en SC-407.